# Aspidimerus birmanicus

Aspidimerus birmanicus  (лат.) — вид жуков рода Aspidimerus из семейства божьих коровок (Coccinellidae Latreille) (триба Aspidimerini, Scymninae). Юго-Восточная Азия.

## Распространение
Юго-Восточная Азия: Мьянма, Таиланд.

## Описание
Мелкие жесткокрылые насекомые с овальной выпуклой сверху формой тела, длина тела от 3,80 до 5,00 мм; ширина от 2,80 до 3,80 мм. Голова мелкая, меньше ширины надкрылий. Скутеллюм и пронотум чёрные. Надкрылья чёрные с 2 желтовато-коричневыми пятнами. Жгутик усика состоит из 8 или 9 члеников. Скутеллюм субтреугольный. От других видов рода отличается деталями строения гениталий и окраской (например, у вида Aspidimerus menglensis два жёлтых пятна). Пенис сравнительно длинный, изогнут почти в кольцо, узкий, симметричный, слегка расширен в середине и сужен к вершине, которая у него усеченная. Вид был впервые описан в 1895 году под названием Cryptogonus birmanicus Gorham, 1895, а в 2013 году группой китайских энтомологов (Lizhi Huo, Xingmin Wang, Xiaosheng Chen, Shunxiang Ren; Engineering Research Center of Biological Control, Ministry of Education; College of Natural Resources and Environment, South China Agricultural University, Гуанчжоу, Китай) в ходе ревизии рода подтверждена валидность вида.